# 加藤紀文
加藤紀文（日语：／ Katō Norifumi */?，1948年12月19日—2020年5月18日），日本政治人物，前参议院议员。

## 生平
1948年生于岡山縣。父亲加藤武德是参议院议员。1971年毕业于中央大学商学部经营学专业，历任岡山縣知事政務秘書、参議院議員第一秘書、自治大臣・国家公安委員長、北海道开发厅長官政務秘書官、社会福祉法人日輪会理事長、岡山武德館長等职。1992年当选岡山縣選舉區参议院议员。1995年8月，任通商産業政務次官、1997年9月，任科学技術政務次官。1998年再次当选参议院议员。2001年1月，任参议院经济产业委员会首任委员长。2002年10月，任总务副大臣（时任总务大臣为片山虎之助）。2004年在第20屆日本參議院議員通常選舉中落选。2019年获授旭日重光章。2020年5月18日因在倉敷市的医院逝世。